# Daniel Muñoz de la Nava
Pour les articles homonymes, voir Daniel Muñoz, Muñoz et Nava.
Muñoz  de la Nava est un nom espagnol. Le premier nom de famille, en général paternel, est Muñoz ; le second, en général maternel, souvent omis, est de la Nava.
Daniel Muñoz de la Nava, né le 29 janvier 1982 à Madrid, est un joueur de tennis professionnel espagnol.

## Carrière
Il joue principalement sur le circuit Challenger. Il y a remporté 4 titres en simple (Cordenons en 2011, Naples, Moscou et Meknès en 2015) et 16 en double. Fin 2015, grâce à ses 3 titres remportés durant l'année, il est qualifié pour les ATP Challenger Tour Finals qui regroupent les meilleurs joueurs du circuit Challenger. Il se qualifie pour la finale où il est battu par son compatriote Íñigo Cervantes qui sauve 2 balles de match (6-2, 3-6, 7-64).
Sur le circuit ATP, il remporte son premier match lors du Masters de Madrid 2010 face au 22e mondial Sam Querrey. En 2012, alors âgé de 30 ans, il se qualifie pour la première fois pour le tableau principal d'un tournoi du Grand Chelem à Roland-Garros. Il atteint les quarts de finale de l'Open d'Estoril 2012 puis réalise la même performance l'année suivante à Delray Beach en battant le 50e mondial Xavier Malisse. Il entre pour la première fois dans le top 100 mondial en août 2015 et termine la saison à la 75e place. À l'Open de Doha 2016, il s'impose face au 17e mondial Feliciano López au premier tour (3-6, 7-64, 7-5).
En double, son meilleur résultat est une finale au tournoi ATP 500 de Hambourg 2012 avec le Brésilien Rogério Dutra Silva. Son meilleur classement est une 94e place mondiale en mai 2011.

## Palmarès

### Finale en double messieurs
| No | Date       | Nom et lieu du tournoi                                  | Catégorie | Dotation  | Surface      | Vainqueurs                      | Partenaire          | Score    |          |
| -- | ---------- | ------------------------------------------------------- | --------- | --------- | ------------ | ------------------------------- | ------------------- | -------- | -------- |
| 1  | 16-07-2012 | bet-at-home Open - German Tennis Championships Hambourg | ATP 500   | 900 000 € | Terre (ext.) | David Marrero Fernando Verdasco | Rogério Dutra Silva | 6-4, 6-3 | Parcours |

## Parcours en Grand Chelem

### En simple
| Année | Open d'Australie | Open d'Australie | Internationaux de France | Internationaux de France | Wimbledon | Wimbledon | US Open | US Open |
| ----- | ---------------- | ---------------- | ------------------------ | ------------------------ | --------- | --------- | ------- | ------- |
| 2012  | —                | —                | 1er tour (1/64)          | Marin Čilić              | —         | —         | —       | —       |
| 2013  | 1er tour (1/64)  | Sam Querrey      | 1er tour (1/64)          | Somdev Devvarman         | —         | —         | —       | —       |
| 2014  | —                | —                | —                        | —                        | —         | —         | —       | —       |
| 2015  | —                | —                | —                        | —                        | —         | —         | —       | —       |
| 2016  | 1er tour (1/64)  | Viktor Troicki   | 1er tour (1/64)          | Andrej Martin            | —         | —         | —       | —       |

N.B. : à droite du résultat se trouve le nom de l'ultime adversaire.

### En double
| Année | Open d'Australie                 | Open d'Australie    | Internationaux de France | Internationaux de France | Wimbledon | Wimbledon | US Open | US Open |
| ----- | -------------------------------- | ------------------- | ------------------------ | ------------------------ | --------- | --------- | ------- | ------- |
| 2016  | 1er tour (1/32) A. Ramos-Viñolas | Marc López F. López | —                        | —                        | —         | —         | —       | —       |

N.B. : le nom du ou de la partenaire se trouve sous le résultat ; le nom des ultimes adversaires se trouve à droite.

## Parcours dans lesMasters 1000
| Année | Indian Wells          | Miami | Monte-Carlo | Madrid             | Rome | Canada | Cincinnati | Shanghai | Paris |
| ----- | --------------------- | ----- | ----------- | ------------------ | ---- | ------ | ---------- | -------- | ----- |
| 2010  | —                     | —     | —           | 2e tour V. Hănescu | —    | —      | —          | —        | —     |
| 2011  | —                     | —     | —           | —                  | —    | —      | —          | —        | —     |
| 2012  | —                     | —     | —           | —                  | —    | —      | —          | —        | —     |
| 2013  | 1er tour M. Llodra    | —     | —           | —                  | —    | —      | —          | —        | —     |
| 2014  | 1er tour J. Benneteau | —     | —           | —                  | —    | —      | —          | —        | —     |
| 2015  | —                     | —     | —           | —                  | —    | —      | —          | —        | —     |
| 2016  | 1er tour M. Kukushkin | —     | —           | —                  | —    | —      | —          | —        | —     |

N.B. : sous le résultat se trouve le nom de l’ultime adversaire.